# Jared Harris
Jared Francis Harris, född 24 augusti 1961 i London, är en brittisk skådespelare. Harris är bland annat känd för roller som David Robert Jones i Fringe (2008–2012), Lane Pryce i Mad Men (2009–2015), Professor Moriarty i Sherlock Holmes: A Game of Shadows (2011), Kung George VI i The Crown (2016), Francis Crozier i The Terror (2018) och Valerij Legasov i Chernobyl (2019)
År 2012 nominerades Harris till en Emmy Award i kategorin Bästa manliga biroll – Drama för sin roll som Lane Pryce i Mad Men.
Jared Harris är son till skådespelaren Richard Harris. Åren 2005–2010 var han gift med skådespelaren Emilia Fox. Sedan 2013 är han gift med Allegra Riggio.

## Filmografi i urval
- 1992 – Drömmarnas horisont
- 1992 – Den siste mohikanen
- 1994 – Natural Born Killers
- 1995 – Smoke
- 1995 – Blue in the Face
- 1996 – Jag sköt Andy Warhol
- 1997 – Två pappor för mycket
- 1998 – Happiness
- 1998 – Lost in Space
- 2000 – How to Kill Your Neighbor's Dog
- 2002 – Mr. Deeds
- 2002 – Igby Goes Down
- 2003 – Sylvia
- 2003 – The Other Boleyn Girl
- 2003 – I Love Your Work
- 2004 – Resident Evil: Apocalypse
- 2005 – The Notorious Bettie Page
- 2006 – Cashback
- 2008–2012 – Fringe (TV-serie)
- 2008 – Benjamin Buttons otroliga liv
- 2009–2012 – Mad Men (TV-serie)
- 2010 – Extraordinary Measures
- 2010 – The Ward
- 2011 – Sherlock Holmes: A Game of Shadows
- 2012 – Lincoln
- 2013 – City of Bones
- 2014 – Pompeii
- 2015 – The Man from U.N.C.L.E.
- 2016 – The Crown (TV-serie)
- 2019 – Chernobyl (TV-serie)
- 2025 – A House of Dynamite